# St. Otmar (Ottmarsfeld)

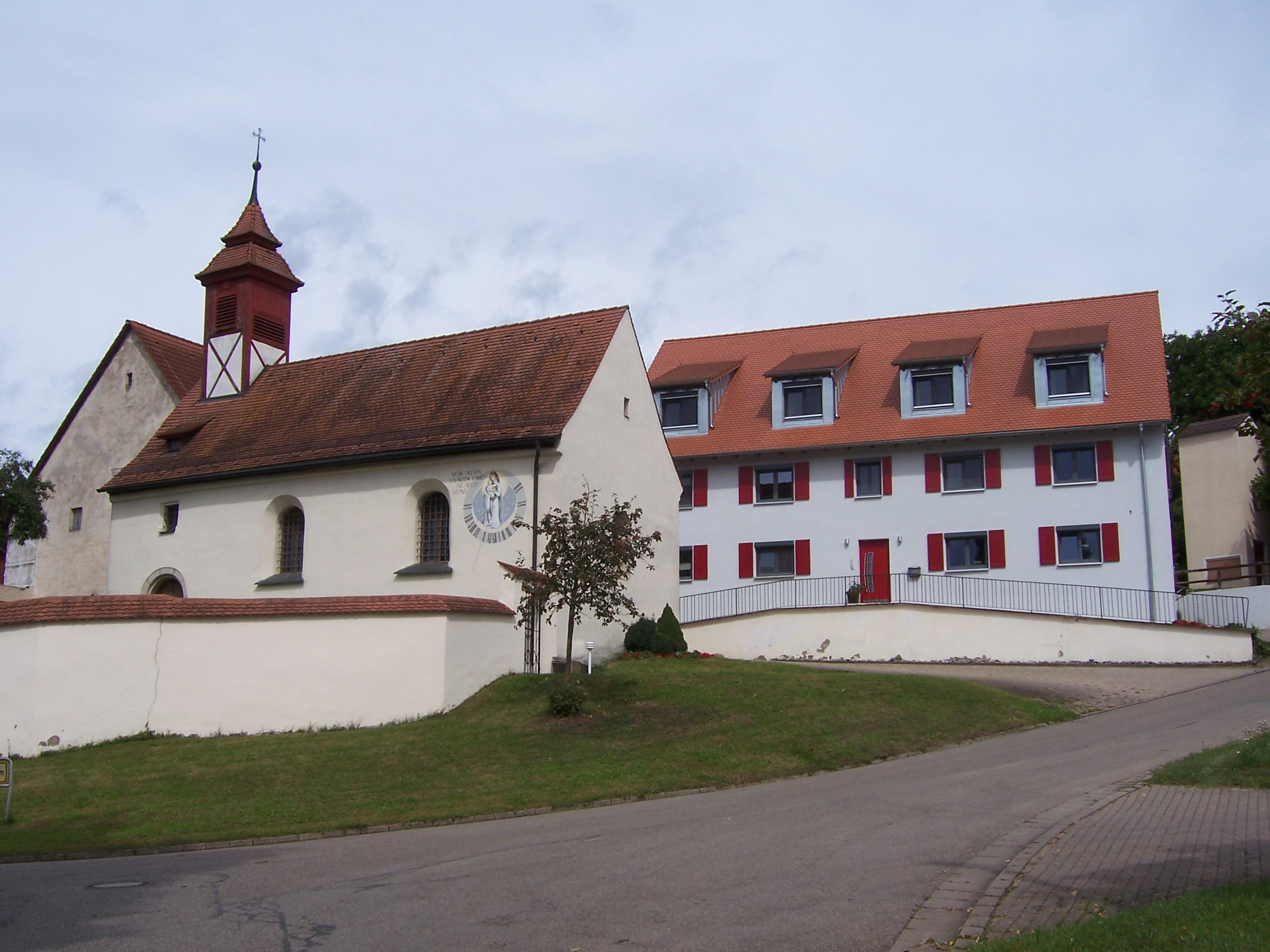
Die Kirche im August 2014

Die St.-Otmar-Kirche ist eine römisch-katholische Kirche in Ottmarsfeld, einem Gemeindeteil von Höttingen im mittelfränkischen Landkreis Weißenburg-Gunzenhausen. Sie ist Filialkirche der Kirchengemeinde St. Georg in Ellingen im Pfarrverbund Weißenburg in Bayern im Dekanat Weißenburg-Wemding. Das Gebäude mit der postalischen Adresse Ottmarsfeld 5 ist unter der Denkmalnummer D-5-77-141-21 als Baudenkmal in die Bayerische Denkmalliste eingetragen. Die mittelalterlichen, untertägigen Bestandteile der Kirche sind zusätzlich als Bodendenkmal (Nummer: D-5-6931-0007) eingetragen. Patrozinium der Kirche ist der hl. Otmar von St. Gallen, nach dem vermutlich auch die Ortschaft benannt ist.
Die Kirche liegt umgeben von einem ummauerten Friedhof an einer Straßenkreuzung im Zentrum des Ortes auf einer Höhe von 423 m ü. NHN.
Die Saalkirche ist eine im Kern romanische Anlage aus der zweiten Hälfte des 12. Jahrhunderts. Die Kirche ist ein Rechteckbau mit einem im Osten aufgesetzten Fachwerk-Dachreiter. An der Ostseite (Chorseite) haben sich romanische Rundbogenfenster erhalten. Die Kirche wurde 1603 sowie von 1670 bis 1680 ausgebaut. Die Decke weist Stuck aus dem Barock (um 1670–1680) auf. Am Altar sieht man das Wappen des Deutschordensmeisters Johann Caspar von Ampringen (1664–1684), unter dem die Barockisierung des Kirchleins erfolgte. Das Altarbild (Maria erscheint dem hl. Othmar) malte 1885 Alois Süßmeier aus Eichstätt im Nazarenerstil. Es wird flankiert von zwei Holzfiguren des hl. Michael und des hl. Georg. Weitere Holzfiguren sind eine hl. Katharina (entstanden Anfang 16. Jahrhundert) und eine Madonna auf einem Wolkensockel (entstanden Ende 17. Jahrhundert). 1912 fand eine weitere Renovierung der Kirche statt. Der Friedhof ist ummauert. Das Bauwerk diente auch als Wehrkirche.
1670 stellte der Deutschordenspriester und Direktor des Mergentheimer Priesterseminars Johann Caspar Venator in einem Visitationsbericht fest: „[…]Ottmarsfelden, in welchem letzteren orth allein eine Capell, welche wohl gebaut.“